# Eureka (Illinois)
Pour les articles homonymes, voir Eurêka (homonymie).
Eureka est une ville, siège du comté de Woodford dans l'Illinois. La ville fut fondée en 1855. Sa population s’élevait à 5 295 habitants lors du recensement de 2010, estimée à 5 383 habitants en 2016.